# Winchester Model 1873
Винчестер Модель 1873 (англ. Winchester Model 1873) — известная модель винтовки рычажного действия, производившейся Winchester Repeating Arms Company в США с 1873 года. Пользовалась огромной популярностью, известна как «ружье, завоевавшее Запад» (англ. The Gun that Won the West), хотя её распространенность в США того времени и несколько преувеличена благодаря литературе и кинематографу XX века.
- Модель 1873 года — «Винтовка, завоевавшая Запад»

## История
Легендарная модель 1873 была выпущена с появлением патрона центрального воспламенения. Механизм модели 1866 был усовершенствован, a латунная коробка была заменена стальной. Значительным достижением был новый патрон .44-40 Winchester, хотя он не произвёл впечатления на артиллерийско-техническую службу армии США, так как был сравнительно слаб, a армии требовалось более мощное оружие. Гражданский рынок, напротив, отнёсся к новому патрону весьма благосклонно, и в 1878 году фирма «Кольт» выпустила некоторое количество своих «Писмейкеров» и армейских пистолетов двойного действия под патрон .44-40 Winchester. Это оружие было названо «Фронтир Сикс Шутер». Несмотря на нехватку военных заказов[уточнить], винтовки Винчестера так и не были приняты на вооружение армии, но были очень популярны среди гражданского населения в качестве охотничьего оружия и оружия самообороны и оставались в массовом производстве до 1919 года.

## Винчестер в кино
- Сюжет фильма Энтони Манна «Винчестер '73» (1950 г.) крутится вокруг винтовки Винчестер модели 1873 года, которая разыгрывается как приз на соревнованиях стрелков.